# NGC 1999
NGC 1999 je svijetla difuzna maglica od prašine. Ova je maglica odrazna, a svijetli reflektirajući svjetlost promjenjive zvijezde V380. Nalazi se na oko 1500 svj. godina od nas, u smjeru zviježđa Oriona.